# Armando Vara
Armando António Martins Vara, né le 27 mars 1954 à Vinhais, est un homme politique portugais membre du Parti socialiste (PS).

## Biographie

### Jeunesse et formation
Il étudie la philosophie à la Nouvelle université de Lisbonne, mais arrête ses études avant d'avoir passé sa licence. Malgré le fait qu'il n'ait aucun diplôme, il obtient un poste à la Caixa Geral de Depósitos (CGD) dans un succursale de Mogadouro.

### Ascension politique
À l'occasion des élections législatives anticipées du 25 avril 1983, il est investi en deuxième position sur la liste socialiste dans le district de Bragance. Le score du PS ne lui permet d'obtenir qu'un siège, mais en cours de mandat il prend la suppléance du premier de liste. La situation se reproduit aux élections du 5 octobre 1985. Pour le scrutin anticipé du 19 juillet 1987, il est investi tête de liste et conserve ainsi son mandat.

### Échec aux élections locales
Il se présente aux élections locales du 12 décembre 1993 à Amadora, une grande ville de la banlieue de Lisbonne dirigée par la Coalition démocratique unitaire (CDU). Avec son score de 31,1 % des voix, il obtient 4 sièges sur 11 au conseil municipal, soit autant que la CDU mais celle-ci a obtenu plus de suffrages et continue à gouverner la commune.

### Secrétaire d'État
Lors des élections législatives du 1er octobre 1995, son score lui permet d'obtenir deux sièges sur quatre à l'Assemblée de la République. Le 30 octobre suivant, il est nommé secrétaire d'État, chargé de l'Administration interne auprès du ministre de l'Administration interne Alberto Costa dans le premier gouvernement d'António Guterres. Après le remaniement du 26 novembre 1997, il devient secrétaire d'État adjoint du ministre de l'Administration interne, Jorge Coelho.

### Ministre de Guterres
Réélu député aux élections législatives du 10 octobre 1999, il est promu ministre adjoint du Premier ministre à la formation du XIVe gouvernement constitutionnel le 25 octobre suivant. Il est chargé de la jeunesse, de la consommation et de la communication. Avec le remaniement du 15 septembre 2000, il est désigné ministre de la Jeunesse et des Sports, récupérant une partie des compétences de Fernando Gomes.
Il est contraint à la démission dès le 12 décembre, après que la presse a révélé qu'il a créé en tant que secrétaire d'État la fondation pour la prévention et la sécurité routière, une structure privée réalisant des campagnes d'information pour l'État portugais.

### Retrait de la politique
Il retrouve alors un poste de directeur à la CGD.
Par ailleurs, il est choisi comme directeur de la campagne des élections locales du 16 décembre 2001. Le résultat est catastrophique, le PS accusant la perte de Lisbonne et Porto, ce qui amène António Guterres à démissionner puis convoquer des élections législatives anticipées le 17 mars 2002. Lors de ce scrutin, il est réélu député du district de Bragance mais ne conserve qu'un seul siège, tandis que les socialistes basculent dans l'opposition.
Il décide cependant de ne pas siéger et quitte la vie politique. Ayant obtenu un diplôme en gestion des entreprises à l'Institut supérieur des sciences du travail et de l'entreprise (ISCTE) en 2004, il passe avec succès en 2005 une licence de relations internationales. Trois jours plus tard, le nouveau gouvernement socialiste de José Sócrates le nomme administrateur de la Caixa Geral de Depósitos. En 2008, il passe dans le secteur bancaire privé.
Le 5 septembre 2014, il est condamné à une peine de cinq années d'emprisonnement pour trafic d'influence.
Il est placé en garde à vue le 9 juillet 2015, dans le cadre de l'opération « Marquis » qui vise l'ancien Premier ministre José Sócrates. Sa détention fait suite aux perquisitions organisées à son domicile, dans diverses sociétés et une banque. La justice soupçonne Sócrates d'avoir favorisé une entreprise touristique via un plan gouvernemental, à l'époque où Vara était administrateur de la Caisse générale des dépôts, entité qui finançait ladite entreprise.